# Chanthou Oeur

Chanthou Oeur o Chakra Oeur también conocido como O'Bon, es un escultor y pintor de Camboya que vive en los Estados Unidos desde la década de 1980.

## Datos biográficos
Nació en una pequeña isla de arena a unos 20 kilómetros de Phnom Penh. Huérfano a temprana edad, fue criado por diversas familias de acogida, pero fueron los monjes responsables de gran parte de su crianza. Pasó gran parte de su infancia viviendo en templos budistas.
La agitación social y política en Camboya le llevó a emigrar en la década de 1980 y se instaló en los Estados Unidos. Su interés por el arte comenzó en su primera infancia admirando las obras de arte de los templos de su país natal, "cuando  mis manos comenzaron a coordinar con los ojos". Él tenía dificultades para saber "si el arte es parte de su vida o su vida es parte de su arte."
Autodidacta, con una habilidad natural, Chanthou Oeur trabaja con una variedad de medios materiales, como piedra, metal y madera.
Desde la década de 1980 Chanthou Oeur ha participado en varias exposiciones. Recibiendo  mucho éxito a nivel mundial con el Festival de Arte de Camboya, celebrado en Long Beach, California , donde ganó su primer premio por su trabajo. Participó en la exposición del Museo Nacional de Historia Natural del Instituto Smithsoniano "A través de los mares y las montañas", y participó en una exposición de Arte Jemer en el Museo Field de Historia Natural de Chicago.
Más recientemente, ha empezado a escribir poesía que fue presentada junto a su obra plástica en el Museo de Arte Weisman de Minneapolis, Minnesota.